# Rafael Levenfeld
Rafael Levenfeld Ortiz (Sevilla, 10 de diciembre de 1955-Madrid, 2 de noviembre de 2023) fue un fotógrafo, profesor universitario y comisario de exposiciones español. Director artístico del Museo Universidad de Navarra.

## Biografía
Nació en Sevilla en 1955. Durante su juventud se trasladó a Madrid, donde se licenció en Ciencias Económicas, y en Publicidad en la Universidad Complutense. En 1976 descubrió su verdadera pasión: la fotografía y el arte contemporáneo.
Entre sus proyectos, destacan: la dirección gráfica de la revista Procuradores (1978-1979); la fundación de la revista Photovisión (1980) —junto a Joan Fontcuberta, Ignacio González y Adolfo Martínez—; la creación de la Escuela de Técnica y Estética Fotográfica de Madrid (1983); y la fundación de Canvas (1989), —una empresa de montaje y diseño de exposiciones—.
En 1987 comenzó a trabajar como comisario de diversas exposiciones en museos nacionales e internacionales. Fue asesor de la Fundación La Caixa (1991-1992), y del Museo Nacional de Arte de Cataluña (1997).
En 1988 comenzó a trabajar junto a Valentín Vallhonrat con la Universidad de Navarra, como director artístico del Fondo Fotográfico (1988-2014). Una de sus primeras tareas consistió en hacerse cargo del legado fotográfico de José Ortiz Echagüe, que llegó a la Universidad de Navarra. Se trata de una colección compuesta por 1.500 fotografías, 28.000 negativos y 1.000 ejemplares al carbón, que fue el germen de una colección fotográfica que agrupa más de 22.000 fotografías y 100.000 negativos desde el siglo XIX hasta el siglo XXI.
Desde 2014 fue nombrado director artístico del Museo Universidad de Navarra. Junto con Vallhonrat desarrolló la estrategia curatorial de ampliación de la Colección Museo Universidad de Navarra, así como el proyecto de digitalización y conservación de la misma. La Colección del MUN supera las 25.000 piezas, —integrada por: fotografías, grabados, pintura y escultura, de artistas nacionales e internacionales—, y con más de 250.000 negativos. En el MUN dirigió 54 exposiciones. En la última, Una tierra prometida. Del Siglo de las Luces al nacimiento de la fotografía, vinculó el nacimiento de esta disciplina con los avances científicos y las primeras grandes exploraciones viajeras.
Falleció en la Clínica Universidad de Navarra de Madrid, tras cuatro años de lucha contra el mieloma múltiple.
Casado con María Jesús Navas, tenían un hijo: Javier.

## Exposición
El Museo de la Universidad de Navarra organizó la exposición "Rafael Levenfeld. Fotógrafo" (octubre de 2024), que ofrece fotografías inéditas de Levenfeld.